# Songs from the North I, II & III
Songs from the North I, II & III – szósty studyjny album fińskiego zespołu melodic doom-deathmetalowego Swallow the Sun, wydany 13 listopada 2015 roku przez wytwórnię płytową Century Media Records.

## Lista utworów
Opracowano na podstawie materiału źródłowego.
| Dysk 1 | Dysk 1                                         | Dysk 1  |
| Nr     | Tytuł utworu                                   | Długość |
| ------ | ---------------------------------------------- | ------- |
| 1.     | „With You Came the Whole of the World's Tears” | 09:03   |
| 2.     | „10 Silver Bullets”                            | 07:12   |
| 3.     | „Rooms and Shadows”                            | 07:20   |
| 4.     | „Heartstrings Shattering”                      | 07:41   |
| 5.     | „Silhouettes”                                  | 05:56   |
| 6.     | „The Memory of Light”                          | 06:17   |
| 7.     | „Lost & Catatonic”                             | 07:07   |
| 8.     | „From Happiness to Dust”                       | 08:39   |
|        |                                                | 59:15   |

| Dysk 2 | Dysk 2                           | Dysk 2  |
| Nr     | Tytuł utworu                     | Długość |
| ------ | -------------------------------- | ------- |
| 1.     | „The Womb of Winter”             | 03:35   |
| 2.     | „The Heart of a Cold White Land” | 04:47   |
| 3.     | „Away”                           | 05:22   |
| 4.     | „Pray for the Winds to Come”     | 05:28   |
| 5.     | „Songs from the North”           | 05:16   |
| 6.     | „66°50'N, 28°40'E”               | 06:42   |
| 7.     | „Autumn Fire”                    | 05:46   |
| 8.     | „Before the Summer Dies”         | 05:37   |
|        |                                  | 42:33   |

| Dysk 3 | Dysk 3                          | Dysk 3  |
| Nr     | Tytuł utworu                    | Długość |
| ------ | ------------------------------- | ------- |
| 1.     | „The Gathering of Black Moths”  | 13:00   |
| 2.     | „7 Hours Late”                  | 10:02   |
| 3.     | „Empires of Loneliness”         | 11:02   |
| 4.     | „Abandoned by the Light”        | 08:48   |
| 5.     | „The Clouds Prepare for Battle” | 09:05   |
|        |                                 | 51:57   |

## Twórcy
Opracowano na podstawie materiału źródłowego.
Zespół Swallow the Sun w składzie
- Juha Raivio - gitara
- Matti Honkonen - gitara basowa
- Markus Jämsen - gitara
- Aleksi Munter - instrumenty klawiszowe
- Mikko Kotamäki - wokal
- Juuso Raatikainen - perkusja

oraz
- Aleah Stanbridge - wokal
- Jaani Peuhu Vocals - wokal
- Kaisa Vala - wokal
- Sarah Elisabeth Wohlfahrt - wokal
- Nathan Ellis - wokal